# اوریس
اوریس (انگلیسی: Oris SA) یک تولیدکننده لوکس ساعت مچی مکانیکی است. این شرکت در سال ۱۹۰۴ تأسیس شد و در هلشتاین در کانتون بازل-لندشفت مستقر است.